# Манастир Успење Пресвете Богородице (Каблар)
Манастир Успење је најмлађи од десет светиња у клисури између Овчара и Каблара из групе Овчарско-кабларских манастира, припада Епархији жичкој Српске православне цркве.

## Прошлост манастира
У овчарско-кабларској клисури познатој и као Српска Света гора, на узвишењу изнад манастира Јовање, на Јовањском брду, налази се манастир Успење (Кабларско), који је видљив са свих страна клисуре. У турским изворима помиње се 1536. године. Када је Вук Караџић посетио клисуру 1820. године, забележио је тадашње стање остатка куле на узвишењу и предање које је везано за овај објекат:
„Више манастира на бријегу имају зидине од некакве куле, коју сад зову Градина и приповједа се, да је Јовање некада било лавра, из које се заповједало и судило свима осталим манастирима око Каблара и Овчара, а на овој кули да им је била општа звонара, под звонаром писарница (где су књиге писате), а под писарницом тавница“.
Манастир Успење је обновио епископ жички Николај Велимировић пред Други светски рат.
Црква Успења Богородице саграђена 1939. године по угледу на средњовековне задужбине високих црквених достојанственика Охрида, храмове Светих Константина и Јелене, Богородице и Николе Болничког. Владика Николај је желео да на узвишењу изнад манастира Јовања сагради гробницу себи и потоњим жичким епископима. Објекат је једнобродна грађевина, без кубета, са попречним наосом, јужним параклисом и тремом на западној страни. У његовој унутрашњости руски академски сликар Иван Мељников обогатио је олтарску преграду иконама насликаним у духу вековима неговане српске иконописне традиције.
Готово пола века стајала је празна и запустела као метох Јовањског манастира који је у истом том времену порушен, потопљен и на новом месту изнова саграђен. Беспутној богомољи на Кулини на крају XX века стигли су поклоници и добротвори да спрече њено даље пропадање и удахну живот. Трудом и средствима Милоша Велимировића из Чачка обновљен је храм, изграђен пут и подигнуте прве грађевине за потребе будућег манастира. Доласком монахиње Науме на место настојатељице 2003. године, уз свесрдну помоћ народа, настављени су радови на цркви, монашком конаку и уређењу манастирске порте. Великом и темељном обновом и освећењем које је 2005. године обавио епископ жички Хризостом, нови манастир на древном монашком станишту оживела су богослужења, молитве верника и послушања монахиња.

## Особености цркве
Манастирска црква има неколико особености које се ретко виђају у другим српским православним црквама. Црква манастира Успења има веома мали број прозора уског правоугаоног облика, без икаквих украса. Црква никада није била живописана. У манастирском храму заправо постоје две цркве које имају, једну, заједничку припрату. Леви део храма посвећен је Успењу Пресвете Богородице, а десни Седморици ефеских мученика.

## Слава манастира
Манастирска слава је Успење Пресвете Богородице — Велика Госпојина, која се празнује 28. августа (15. августа по православном календару)
Манастир Успење (Кабларско) је женски манастир. Света Литургија се служи сваке суботе, недеље и празником са почетком у 8 часова.

## Галерија
- Манастирска црква
- Унутрашњост цркве
- Иконостас
- Део куле Градина
- Крст на кули Градини
- Манастир Успење
- Розета на улазној капији
- Главни улаз у манастирски комплекс